# Kepenuhan Hilir
Kepenuhan Hilir is een bestuurslaag in het regentschap Rokan Hulu van de provincie Riau, Indonesië. Kepenuhan Hilir telt 1025 inwoners (volkstelling 2010).